# Nicola Olyslagers
Nicola Lauren Olyslagers (født McDermott) (født 28. december 1996) er en australsk atlet, der konkurrerer i højdespring.
Hun repræsenterede Australien ved sommer-OL 2020 i Tokyo, hvor hun tog sølv i højdespring.
Ved sommer-OL 2024 tog hun sølv i højdespring.